# Polarna svjetlost
Polarna svjetlost je svjetlosna pojava u visokim slojevima Zemljine atmosfere u obliku lukova, korona, pruga, zavjesa i raspršenih (difuznih) svijetlih ploha. Najčešće je vidljiva u polarnim krajevima, a što je udaljenost od magnetskih polova veća, to se pojavljuje rjeđe. Osim na Zemlji, opažena je i na Jupiteru i Saturnu. Lukovi polarne svjetlosti su oštro ograničeni, zrakaste ili homogene strukture, s najvišom točkom u magnetskom meridijanu. Zavjese imaju duge zrake koje se često pružaju u smjeru magnetskoga polja u obliku lepeze. Svjetlost se pojavljuje u najsjevernijim krajevima, gdje su magnetske silnice okomite na površinu planeta. Raspršene svijetle plohe nalik su na osvijetljen oblak i mogu povremeno pulsirati, lagano povećavati i smanjivati sjaj u razdoblju od nekoliko minuta.
Polarna svjetlost u Zemljinoj atmosferi nastaje kada brze (od 300 do 1200 km/s), električki nabijene čestice (na primjer ioni, elektroni) Sunčeva vjetra uđu u Zemljino magnetsko polje pa se ubrzavajući se prema Zemljinim magnetskim polovima sudaraju s česticama zraka i pobuđuju ih na emisiju svjetlosti, najčešće na visinama između 90 i 150 kilometara. Posebno je sjajna u doba velike Sunčeve aktivnosti (pojava mnogih Sunčevih pjega i baklji).
Promatrana iz područja bližega Zemljinim polovima, polarna je svjetlost uglavnom žutozelene, a s manjih zemljopisnih širina, crvene boje. Do razlike u boji dolazi zbog različitih gustoća zraka na različitim visinama u atmosferi. Na velikim visinama, gdje je atmosfera rijetka, sudari su među molekulama zraka rijetki i kisik dvije minute nakon pobuđenja emitira crvenu svjetlost. U dubljim slojevima atmosfere (do kojih čestice Sunčeva vjetra dospijevaju putujući prema sjeveru ili jugu) događa se znatno više sudara među molekulama zraka, što dovodi do toga da, potaknut tim sudarima, Sunčevim vjetrom pobuđeni kisik emitira zelenu svjetlost. Pobuđeni dušik neovisno o visini emitira plavu i ljubičastu svjetlost.
Na sjeveru se naziva aurora borealis (sjeverna zora), prema rimskoj božici svitanja Aurori i grčkom bogu sjevernih ili sjeveroistočnih vjetrova, Boreju. Na jugu se naziva aurora australis (južna zora).
Premda rijetko, polarna svjetlost se može vidjeti i sa srednjih zemljopisnih širina, i to kao crvenkasti sjaj na sjevernom obzoru. Dalje prema sjeveru, bliže polu, polarna svjetlost često izgleda kao velika plamena zavjesa koja visi s neba i njiše se lijevo-desno, dok po njenim pokretnim naborima trepere narančasti, zeleni i plavi plamenovi. Aurora dakle može biti statična ili dinamična pojava; kad je statična, zovemo ju tihim lukom. Aktivna aurora se, s druge strane, stalno kreće i mijenja. Zavjese se sastoje od mnogo paralelnih zraka orijentiranih u skladu sa Zemljinim magnetskim poljem. Kad jedna od silnica magnetskog polja vodi do točke iznad promatrača, dolazi do pojave takozvane auroralne korone ili krune.

## Magnetizam i auroralni oval
Olof Petrus Hiorter (1696. – 1750.) i A. Celsius su 1741. ustanovili da tijekom pojave polarne svjetlosti dolazi do zamjetnih magnetskih fluktuacija. Kasnije je otkriveno da upravo ta činjenica ukazuje na jake električne struje u područjima pojave aurore - O. K. Birkeland (1908.) je ustanovio da struje teku u smjeru istok-zapad duž ruba auroralnog ovala, od dnevne prema noćnoj strani Zemlje (vidi Birkelandova struja). Nadalje, Elias Loomis (1860.) i Fritz (1881.) su utvrdili da se polarna svjetlost uglavnom pojavljuje u "auroralnoj zoni", prstenastom području unutar polumjera od otprilike 2 500 kilometara od Zemljinog magnetskog pola, a ne zemljopisnog, blizu kojega se gotovo nikada ne vidi. Područje najveće učestalosti pojavljivanja polarne svjetlosti (auroralni oval) ne poklapa se u potpunosti s auroralnom zonom; otklonjeno je 3 - 5 stupnjeva od magnetskog pola u smjeru noćne strane planeta, tako da se pojava polarne svjetlosti najviše približava ekvatoru oko lokalne ponoći.

## Nastanak polarne svjetlosti
Polarnu svjetlost uzrokuje Sunčev vjetar. To je struja vruće plazme koju Sunce izbacuje u svim smjerovima (zbog ogromne vreline Sunčeva vanjskog sloja, Sunčeve korone). U normalnim uvjetima, Sunčev vjetar dolazi do Zemlje brzinom od oko 400 km/s i gustoćom od oko 5 iona/cc, no za vrijeme magnetskih oluja tok može biti nekoliko puta jači, kao i međuplanetarno magnetsko polje, koje također potječe sa Sunca i povezano je s gustoćom Sunčevih pjega. Na svom putu kroz svemir, dio Sunčevog vjetra nailazi na Zemljinu magnetosferu, područje svemira kojim dominira Zemljino magnetsko polje. Magnetosfera zakreće Sunčev vjetar oko sebe (i oko Zemlje) na udaljenosti od oko 70 000 km (fronta udara se stvara na udaljenosti od oko 12 000 do 15 000 km). Širina Zemljine magnetosferske prepreke Sunčevom vjetru uglavnom iznosi oko 190 000 km, dok se iza Zemljine noćne strane pruža dugačak "rep" rastegnutih magnetskih silnica.
Silnice Zemljine magnetosfere zakreću dio Sunčevog vjetra prema Zemljinim magnetskim polovima. Polarna svjetlost nastaje kad se elektroni Sunčevog vjetra na visini od 80 do 150 km sudaraju s atomima gornjih slojeva atmosfere. Prevladavaju emisije atoma kisika - zelena i crvena svjetlost, u spektralnom rasponu od 557,7 nm (zeleno) do 630,0 nm (crveno, uglavnom slabije nabijeni elektroni i na većim visinama), zatim molekularnog dušika i drugog.

### Učestalost pojave
Polarna je svjetlost prilično uobičajena pojava u prstenastom području auroralnog ovala. Za vrijeme snažnih magnetskih oluja mogu se vidjeti i bliže ekvatoru, a takve su oluje najčešće u vrijeme vrhunca 11-godišnjeg ciklusa Sunčevih pjega ili tijekom tri godine nakon tog vrhunca. Ipak, vjerojatnost pojave aurore najviše ovisi o položaju međuplanetarnog magnetskog polja; što su silnice orijentirane južnije, to je veća vjerojatnost pojave aurore.
Geomagnetske oluje koje pokreću polarnu svjetlost su najučestalije tijekom mjeseci oko ekvinocija; pojavu koja nije potpuno razjašnjena. No, u proljeće i jesen Zemljino i međuplanetarno magnetsko polje se poklapaju - na magnetopauzi, granici Zemljinog magnetskog polja, ono je orijentirano sjeverno. Kad se, međutim, silnice otklone prema jugu, stvara se "rupa" kroz koju energija Sunčevog vjetra može doći do gornjih slojeva atmosfere. Uzrok svemu tome je geometrija: međuplanetarno magnetsko polje dolazi sa Sunca i zbog njegove rotacije ima spiralni oblik, s kojim je Zemljina magnetska os najbolje poravnana u travnju i listopadu. Stoga su sjeverni i južni otkloni međuplanetarnog magnetskog polja tada najveći. Uz to, Sunčeva je os rotacije nagnuta 7° u odnosu na ravninu Zemljine orbite - jer je Sunčev vjetar brži kad dolazi s polova nego s ekvatora, prosječna je brzina čestica koje dolaze do Zemljine magnetosfere najveća (za oko 50 km/s) oko 5. ožujka i 5. rujna, kad se Zemlja nalazi na najvišoj heliografskoj širini.
Ipak, ni međuplanetarno magnetsko polje niti Sunčev vjetar ne mogu u potpunosti objasniti sezonsko ponašanje geomagnetskih oluja; zajedno, ti čimbenici objašnjavaju samo trećinu utvrđenog polugodišnjeg variranja.

## Polarna svjetlost na drugim planetima
Aurora je opažena i na Jupiteru, Neptunu i Saturnu, planetima čija su magnetska polja mnogo snažnija od Zemljinog. Pokreće ih, kao i na Zemlji, Sunčev vjetar. Jupiterovi mjeseci, posebno Io, također uzrokuju snažne aurore koje se javljaju zbog električnih struja duž silnica magnetskog polja između rotirajućeg planeta i mjeseca koji kruži oko njega (dinamo učinak). Io (koji ima aktivni vulkanizam i ionosferu) je posebno snažan izvor aurore; njegove struje emitiraju i radio valove, otkrivene 1955.
Nedavno je polarna svjetlost otkrivena i na Marsu; zbog nedostatka jakog magnetskog polja, ranije se vjerovalo kako je to nemoguće. 

## Zvukovi aurore
Tijekom povijesti ljudi su govorili o zvukovima polarne svjetlosti; pucketanju, šištanju, zujanju ili zviždanju. Danski ih je istraživač Knud Rasmussen neizravno spomenuo 1932. govoreći o narodnim običajima grenlandskih Eskima, kao i kanadski antropolog Ernest Hawkes 1916. Kornelije Tacit, povjesničar starog Rima, pisao je kako su ljudi sa sjevera tvrdili kako čuju te zvukove. Danas još uvijek pristižu izvješća o zvukovima polarne svjetlosti, no nitko ih dosad nije uspio snimiti (uz to, postoje i znanstveni problemi glede podrijetla zvukova u polarnoj svjetlosti). Vrlo je nevjerojatno da bi ikakav zvuk stvarno proizveden u aurori mogao doći do tla, k tome prateći samu pojavu aurore (jer bi zvuku trebalo dosta vremena da doputuje do tla). Postoje teorije o lokalnim elektrostatičkim pojavama na tlu koji nastaju kao posljedica polarne svjetlosti, i one zasad najbolje objašnjavaju podrijetlo tih neobičnih zvukova- no nijedna teorija ne nudi potpuno, zadovoljavajuće objašnjenje.

## Doprinos Ruđera Boškovića tumačenju polarne svjetlosti
Ruđer Bošković je prvi put pisao o polarnoj svjetlosti nakon što se mogla vidjeti iz Rima (što se iznimno rijetko događa) u svom djelu O polarnoj svjetlosti (1738.). Na temelju vlastitih promatranja i izvještaja koje je uspio prikupiti izračunao je da je svjetlost nastala na visini od 1 100 km (što je znatno više od danas izmjerenih prosječnih vrijednosti 80 – 150 km). Tumačeći uzrok pojave tvrdio je da se Sunčeva atmosfera širi daleko u svemir, dolazi do Zemljine atmosfere i da ta fina tvar samo po sebi svijetli. U znanstveno popularnom djelu pisanom u stihovima Pomrčine Sunca i Mjeseca (1760) opisujući Sunčevu (Titanovu) atmosferu napisao je: 
- Tamo u beskraj, daleko od kugle Titanove udalj
- Izlijeće rijetka para i prostrane prostore puni.[2]

## Vanjske poveznice
|  | Zajednički poslužitelj ima stranicu o temi Aurora               |
|  | Zajednički poslužitelj ima još gradiva o temi Polarna svjetlost |

- Spaceweather.com Službena NASA-ina stranica
- http://www.northern-lights.no  Arhivirana inačica izvorne stranice od 28. rujna 2006. (Wayback Machine)
- http://www.spacew.com
- http://www.polarimage.fi
- http://www.pbase.com/dominiccantin/aurora_borealis
- Fotografije polarne svjetlosti iz Spitsbergena, Norveška